# Kleeblatt-Verbund
Der Kleeblatt-Verbund ist ein Zusammenschluss der Stadt Kyritz, des Amts Neustadt (Dosse) und der Gemeinde Wusterhausen/Dosse im Landkreis Ostprignitz-Ruppin sowie der Gemeinde Gumtow im Landkreis Prignitz auf der Grundlage eines öffentlich-rechtlichen Vertrages. Durch den Zusammenschluss erzielten die Kommunen, dass sie einen gemeinsamen Mittelbereich mit dem Mittelzentrum Kyritz in Brandenburg darstellen.
Der Kooperationsvertrag wurde zwischen Kyritz, Wusterhausen und Neustadt 2007 abgeschlossen, Gumtow stieß 2010 dazu.